# Witron
Witron Logistik + Informatik GmbH, ou simplement Witron, est une entreprise allemande spécialisée en logistique. Elle est mieux connue comme conceptrice de solutions logistiques automatisées et fabricante de systèmes d'entreposage, comme des éléments de convoyage à chariot ou de préparation de commandes, via l'une de ses filiales,.

## Histoire

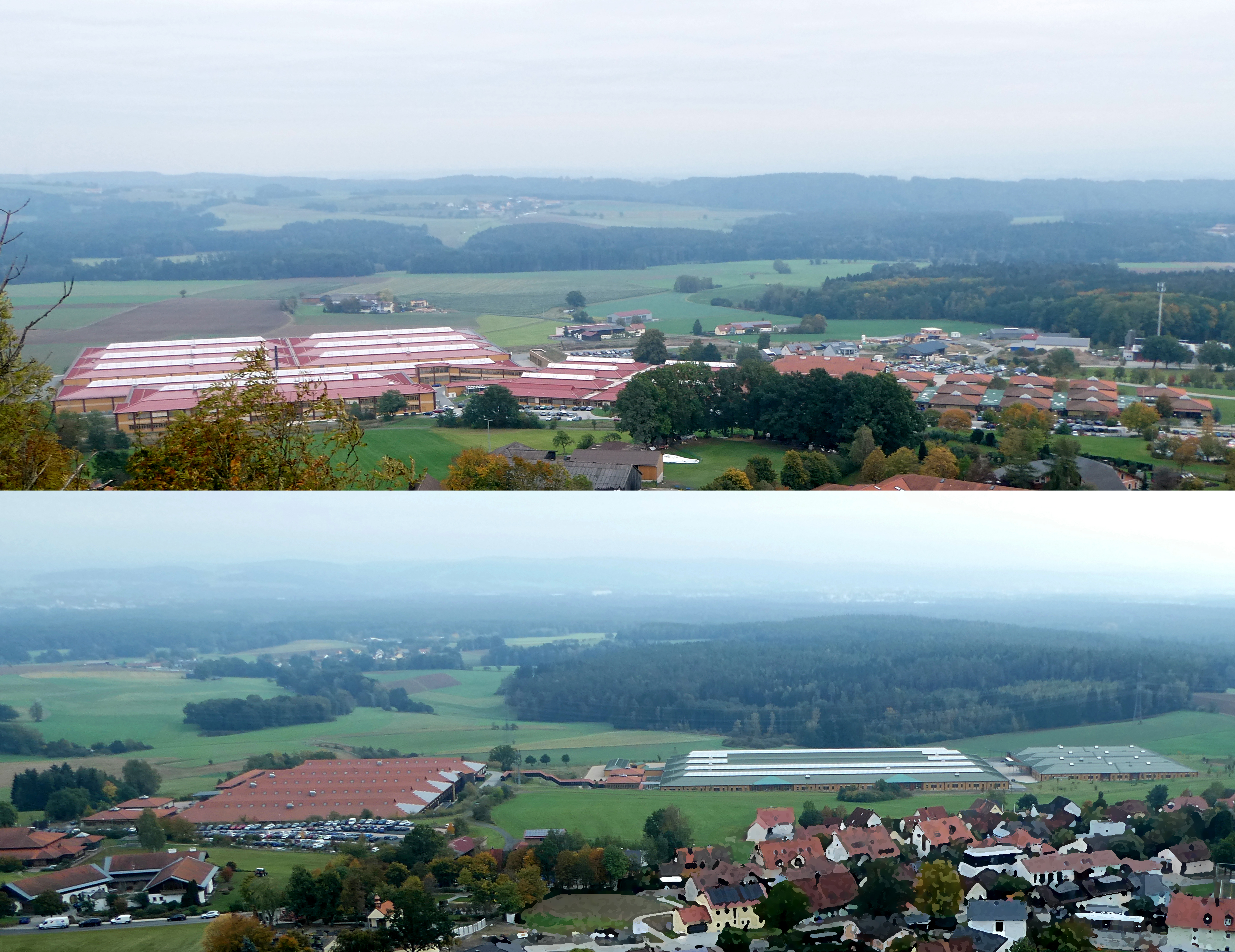
Witron Parkstein

Fondée en 1971 à Weiden in der Oberpfalz, dans le district du Haut-Palatinat en Bavière, par Walter Winkler. Le siège social actuel de l'entreprise se trouve à Parkstein, toujours dans le district du Haut-Palatinat. 
En fort développement, en 2007, Witron comptait 1 000 salariés et en 2023 près de 5 900.